# ヴィスタス
『ヴィスタス』（These Are the Vistas）は、アメリカ合衆国のジャズ・バンド、ザ・バッド・プラスが2003年に発表した2作目のスタジオ・アルバム。コロムビア・レコード移籍第1弾アルバムで、バンドのメジャー・デビュー作に当たる。

## 背景
ニルヴァーナの「スメルズ・ライク・ティーン・スピリット」、エイフェックス・ツインの「フリム」、ブロンディの「ハート・オブ・グラス」といったポップ・ソングのカヴァーが収録されている。なお、オリジナル曲の「サイレンス・イズ・ザ・クエスチョン」は、後にジョシュア・レッドマンとのコラボレーション・アルバム『ザ・バッド・プラス ジョシュア・レッドマン』（2015年）でも再演された。
過去にソウル・コフィング、チボ・マット、ロス・ロボス等の作品を手がけたチャド・ブレイクがプロデューサーに起用された。

## 反響・評価
アメリカの『ビルボード』では、2003年3月22日付のジャズ・アルバム・チャートで最高13位を記録した。Jesse Jarnowはオールミュージックにおいて5点満点中4点を付け「このトリオがピアノ、ベース、ドラムスだけを使い、電子的なギミックに頼ることなくコンテンポラリーなサウンドを成し遂げたことが、最も印象的だ」と評している。
本作は、NPRのインターネット・ラジオ番組「All Songs Considered」が2009年11月に選出した「過去10年の最も重要な録音50」の一つに選ばれている。

## 収録曲
1. ビッグ・イーター - "Big Eater" (Reid Anderson) - 3:53
2. キープ・ザ・バグス・オフ・ユア・グラス・アンド・ザ・ベアーズ・オフ・ユア・アス - "Keep the Bugs Off Your Glass and the Bears Off Your Ass" (David King) - 5:49
3. スメルズ・ライク・ティーン・スピリット - "Smells Like Teen Spirit" (Nirvana) - 5:57
4. エヴリホエア・ユー・ターン - "Everywhere You Turn" (R. Anderson) - 4:56
5. 1972 ブロンズ・メダリスト - "1972 Bronze Medalist" (D. King) - 5:20
6. ギルティ - "Guilty" (Ethan Iverson) - 5:35
7. Boo-Wah - "Boo-Wah" (E. Iverson) - 3:55
8. フリム - "Flim" (Richard David James) - 4:05
9. ハート・オブ・グラス - "Heart of Glass" (Deborah Harry, Chris Stein) - 4:47
10. サイレンス・イズ・ザ・クエスチョン - "Silence Is the Question" (R. Anderson) - 8:14

### ボーナス・トラック
ヨーロッパで発売されたスペシャル・エディション盤(COL 510666 2)及び日本盤(SICP 361)に収録。
1. ホワット・ラヴ・イズ・ディス - "What Love Is This" (E. Iverson) - 4:07

## 参加ミュージシャン
- イーサン・アイヴァーソン - ピアノ
- リード・アンダーソン - ベース
- デヴィッド・キング - ドラムス